# Unison (software)
Unison File Synchronizer is een bestandssynchronisatieprogramma voor Windows, Mac OS X, Linux en FreeBSD. Het laat toe om twee kopieën van bepaalde bestanden en mappen op te slaan op verschillende hosts, of verschillende schijven op een dezelfde host. Als een van deze bestanden of mappen veranderen, worden de kopieën up-to-date gebracht door het verwerken van de veranderingen.
Unison maakt de verbinding met behulp van SSH. Deze functie moet men aanzetten en de gebruiker moet “full shell access” hebben.

## Eigenschappen
Unison combineert eigenschappen van versiebeheersystemen (zoals bijvoorbeeld BitKeeper, Subversion), gedistribueerde bestandsystemen (CODA) en mirror applicaties (rsync, Intellisync, Reconcile, ...).
Verschillen die Unison onderscheidt van de rest:
- Eenvoudige back-up of mirroring programma's hebben meestal problemen met het up-to-date houden van twee exacte kopieën van een bestandenstructuur. Updates met fouten worden gedetecteerd en getoond. Updates zonder problemen worden automatisch verspreid.
- Unison ondersteunt zowel Windows als Unix-systemen. Zo is het bijvoorbeeld mogelijk om een Windows-machine te synchroniseren met een Unix-server.
- Unison werkt tussen eender welke machines die verbonden zijn met het internet. Een verbinding via een directe socket verbinding of geëncrypteerd (SSH) tunneling. Netwerkbandbreedte wordt in het oog gehouden zodat trage verbindingen ook mogelijk zijn. Bestandoverdracht van kleine updates naar grote updates zijn geoptimaliseerd door middel van een compressie protocol dat sterk lijkt op die van rsync.
- Unison is een gebruikers-niveau programma. Dat wil zeggen dat de kernel of gebruikersvoorrechten niet aangepast moeten worden.
- Indien er zich een fout optreedt zoals een verbindingsfout of verkeerde uitschakeling laat het de kopieën in een juiste staat achter.
- Unison heeft duidelijke en nauwkeurige specificaties.
- Gratis met de volledige broncode beschikbaar onder de GNU General Public License.